# Зазула, Джон
Джон Зазула (англ. Jon Zazula), также известный как «Джонни Z» (англ. Jonny Z) или Джон «Пустой колодец» Зазула (англ. John «the well is dry» Zazula; 16 марта 1952 — 1 февраля 2022) — американский продюсер, владелец легендарного нью-йоркского музыкального магазина Rock'n Roll Heaven и основатель лейбла звукозаписи Megaforce Records. Магазин Зазулы в Ист-Брунсвике (Нью-Джерси) сделал его одной из ключевых фигур на метал-сцене Восточного побережья. Ему постоянно отправлялись демозаписи групп через его торговую сеть андеграунд-записями, в которую входили такие люди как Брайан Слейджел из Metal Blade Records, Рон Куинтана, редактор Metal Mania, и Марк Уитакер.
1 февраля 2022 года Джон Зазула скончался в возрасте 69 лет.

## Карьера
Его ключевая роль на метал-сцене Восточного побережья впоследствии стала основным фактором начала карьеры группы Metallica. Зазула предложил группе их первую возможность сыграть в Нью-Йорке и организовал их первое турне совместно с Raven, одной из популярных метал-групп из Великобритании в то время. После прослушивания демозаписи No Life ’til Leather он основал собственный лейбл звукозаписи Megaforce Records для издания их работы. Зазула издал также и дебютный альбом Metallica под названием Kill ’Em All, и организовал турне по Восточному побережью с частной финансовой поддержкой.
После успеха Kill ’Em All Зазула подписывал контракты и работал со многими известными исполнителями, включая Уоррена Хейнса, Testament, Overkill, Frehley’s Comet, King’s X, Ministry и Anthrax.
Его жена, Марша Зазула, является партнером/сооснователем Megaforce Records.